# Tanema
Le tanema  (ou tetawo) est une langue moribonde parlée à Vanikoro, dans la province de Temotu aux Salomon. Cette langue n'est plus aujourd'hui connue que par un seul locuteur.

## Répartition géographique
Historiquement, l'île de Vanikoro était divisée en trois districts tribaux bien distincts, chacun associé à une langue particulière : le teanu au nord-est, le tanema au sud, le lovono au nord-ouest.
Au cours du XXe siècle, le teanu s'est imposé à toute la population mélanésienne de l'île — et ce, aux dépens du lovono et du tanema, aujourd'hui langues moribondes.

## Grammaire
Comme les autres langues de Vanikoro, le tanema est une langue SVO.